# Michael Brodsky
Michael Mark Brodsky (* 2. August 1948 in New York) ist ein amerikanischer Schriftsteller und Sachbuchautor im medizinischen Bereich.

## Leben und Werk
Nach Absolvierung der Bronx High School of Science erwarb er 1969 einen Bachelor an der Columbia University und unterrichtete Französisch und Englisch in Cleveland. 1976 kehrte er nach New York zurück und arbeitete an einem Forschungszentrum für Rheuma-Erkrankungen. Zwischen 1985 und 1991 arbeitete er beim Springer-Verlag.
Michael Brodsky lebt auf Roosevelt Island, New York.
In Michael Brodskys Romanen müssen sich orientierungslose Helden mit einer diffusen Außenwelt herumschlagen. Während sich die Tagesabläufe in unzählige Kleinigkeiten aufsplitten, sollen psychologische Strategien aus dem Verkehrswesen (Umleitung, Kreisverkehr) Orientierung verschaffen.
In Detour versucht der Held, mit der medizinischen Forscherwelt zurechtzukommen, aber er verliert sich in Einzelheiten und gibt auf.
Im „Drei-Sternchen-Roman“ *** wird der Erzählvorgang selbst zerlegt und in Frage gestellt. Im Sinne der Metafiktion entsteht eine Textur, deren Held, Absicht oder Ideologie nicht ausgesprochen werden darf und mit den drei Sternchen als Platzhalter umschrieben wird.
In Xman wird ein universeller Nobody zerrieben zwischen Locations, Argumenten und zeitgeistigen Setups, er versickert in einer Welt voller Fallen, durchsetzt mit Unfällen und grausamen Anekdoten. In einer medizinischen Gegenwelt wird schließlich 'lege artis' zu Ende gebracht, was in der Alltagshektik übriggeblieben ist. Überleben kann nur der Typus Xman.

## Romane
- Detour, 1978 (erweiterte Ausgabe Del Sol Press, 2003)
- Circuits, 1983
- Xman, Four Walls Eight Windows, 1987
- Dyad, Four Walls Eight Windows, 1989
- ***, Four Walls Eight Windows, 1994
- We Can Report Them, Four Walls Eight Windows, 1999
- Invidicum, Tough Poets Press, 2023

## Erzählungen, Kurzgeschichten
- Wedding Feast, 1981
- Project, 1982 (darin: The Envelope of the Given; ins Deutsche übersetzt von Jürg Laederach unter dem Titel “Der Tatbestand und seine Hülle”, 1982)
- X in Paris, 1988
- Three Goat Songs, 1991
- Southernmost, 1996
- Limit Point, 2007

## Übersetzung ins Amerikanische
- Eleuthéria von Samuel Beckett, 1995 (Original auf Französisch, 1947)